# Походи військ Кримського ханства на Україну
Кримсько-ногайські походи на Україну — військові рейди і походи військ Кримського ханату та ногайських орд на землі України або з метою участі у бойових діях на стороні козаків, Речі Посполітої, Московії, Османської імперії, або з метою захоплення здобичі та полонених.
Одною з основних цілей походів було захоплення рабів, більшість з яких призначалися для експорту на османські невільничі ринки в Константинополі чи в інших місцях Близького Сходу. Генуезькі та венеціанські купці контролювали работоргівлю з Криму до Західної Європи.
Походи призвели до виснаження людських та економічних ресурсів Східної Європи. Вони жили здебільшого на «Дикому Полі» — степовій і лісостеповій ділянці, яка простягалася від ста кілометрів на південь від Москви до Чорного моря, і є домом для більшості нинішнього російського й українського населення. Походи також відіграли важливу роль у розвитку козацтва.
Оцінки кількості постраждалих різняться: польський історик Богдан Барановський оцінює втрати Речі Посполитої (сучасні Польща, Україна та Білорусь) у XVII столітті в середньому близько 20 000 на рік, а з 1474 по 1694 роки. 
Перший великий похід відбувся в 1468 році, і просунувся до південно-східного кордону Польщі. 

## XV століття

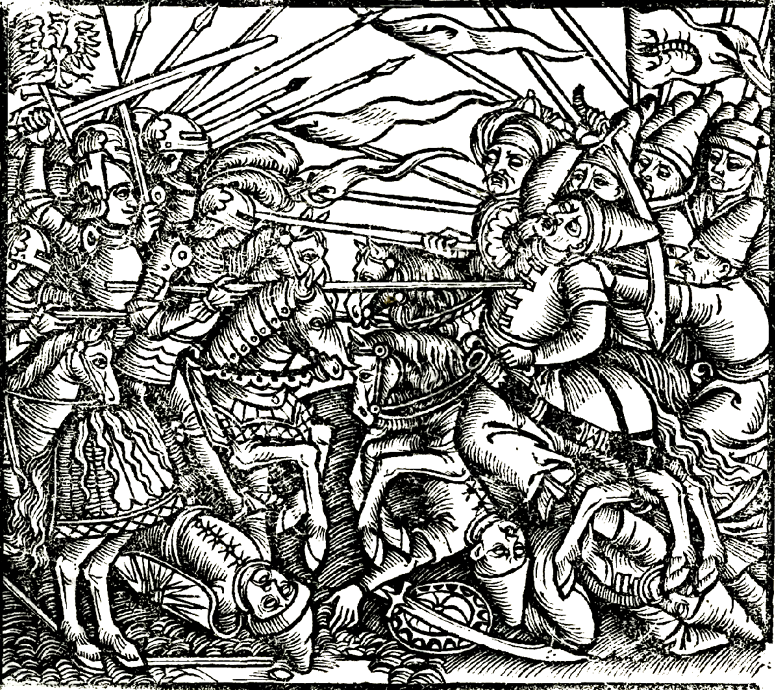
Бій з татарами.

- 1447: у Густинському літописі від 1447 р. повідомлено про початок руйнівних набігів кримських татар на Україну[2][3][4].
- 1452: Кримський хан Хаджі I Ґерай на прохання литовського князя Казимира Ягелончика громить ординського хана Сеїда Ахмеда, який здійснював набіги на українські землі Великого князівства Литовського[5][6]. Кілька разів виступав проти Сеїда Ахмеда задля захисту ВКЛ, здобув славу «охоронця спокою українських земель»[7][6].
- 1471: руйнівний набіг татар на Україну[2].
- 1479: руйнівний набіг татар на Україну[2].
- 1480: Менґлі I Ґерай пустошить Поділля[8].
- 1482: напад татар на чолі з кримським ханом Менґлі I Ґераєм на Київщину на прохання московського князя Івана III Васильовича. Нападники здобули Київ і міський замок. До полону потрапив київський воєвода Іван Ходкевич із родиною[9].
- 1489: похід 100-тисячного війська татар на Поділля і Київщину. Київ здобуто штурмом і спалено[10].
- 1493: напад татар під проводом хана Менґлі I Ґерая на Київщину і Чернігівщину[10].
- 1494: напад татар на Поділля та Волинь. Здобуто багато полонених. Польсько-литовське військо, що переслідувало нападників, було розбито в битві під Вишнівцем[10].
- 1498, 22 квітня: перший і надзвичайно спустошливий напад татар і турків на Галичину[11][12].
- 1500: напад татар і турків на Галичину. Татари спалили Ярослав, а турки — Рогатин[12].
- За мінімальними оцінками, до Криму протягом XV ст. було забрано 200 тис. українців[2].

## XVI століття
- 1501: напад татар і турків на Поділля і Галичину[12].
- 1512: напад татар на Поділля і Волинь. Нападники розбиті у битві під Вишневцем[13][12].
- 1516: спустошливий напад татар на Поділля і Волинь. Активізація дій козаків проти татар[14][12].
- 1519: напад татар на Поділля і Галичину. 2 серпня нападники розбили місцеве військо захисників у битві під Сокалем[15][12][16].
- 1524 — 1525: напад турецького загону з 12 тисяч вояків (серед яких було 4 тисячі білгородських та інших татар) на Поділля і Волинь[17]. Нападники здобули Чуриловський замок, Рогатин, спалили Зіньків[12].
- 1527: напад татар на Київщину, Волинь і Полісся. Нападники розбиті у битві під Ольшаницею[18].
- 1534, 20 липня: напад татар на Поділля і Волинь[12].
- 1549: напад татар на Галичину. Нападники здобули Передмірку[16].
- 1550: напад татар на Поділля і Волинь. Нападники здобули Брацлав.[19][12][16].
- 1558, січень: напад 20-тисячного загону кримців під проводом кримського калги на Поділля і Волинь. Операція була відповіддю на дії Дмитра Вишневецького, що присягнув московському царю і готував похід на Крим. Нападники взяли у полон 40 тисяч чоловік і повернулися до Криму, не зустрівши з боку Великого князівства Литовського жодного опору[20][12].
- 1564: напад татар на Поділля. Облога Меджибіжжя[21][12].
- 1567: напад татар на Поділля[22][12].
- 1568: напад військ Речі Посполитої під командуванням серадзського воєводи Альбрехта Ласького. Нападники здобули Очаків, але повернулися з труднощами, переслідувані татарами[23][12].
- 1575, осінь: напад татар на Поділля, Волинь і Галичину, скориставшись смертю короля Сигізмунда ІІ Августа. Рейд сягнув навіть червоноруського міста Ряшів. Нападники взяли у полон близько 100 тисяч невільників[12] й покинули Україну через Хотин до Молдови. У відповідь козаки під проводом отамана Богдана Ружинського напали на Перекоп і випалили кримські поселення[24][12].
- 1577 (1578): напад татар на Поділля і Волинь. Василь Костянтин Острозький вирядив з Острога загін з 300 козаків на чолі з Султаном П'ятигорцем. Загін був винищений, а нападники дійшли до Дубна й тримали місто в облозі.[25][12].
- 1577, жовтень-листопад: напад татар на Поділля і Волинь під час походу армії Речі Посполитої на Данціг. Нападники дійшли до Ізяслава, але були відбиті брацлавським воєводою Янушем Збаразьким[26][12].
- 1578, лютий: напад кримців під проводом кримського хана на Поділля і Волинь. Нападники обложили Острог, але Василь Костянтинович Острозький відкупився і частував їх у своєму замку[12].
- 1588, 6 серпня: напад татар на Поділля і Галичину[12].
- 1589: напад татар на Поділля і Галичину. Нападники стояли кошем під Збаражем, вибираючи ясир[16][27].
- 1590: напад татар на Поділля і Галичину. Нападники спалили Галич[12].
- 1594: напад татар на Поділля і Галичину. Нападники спалили Снятин, Жуків, Тлумач, Тисменицю, Галич та інші міста[28][12].
- 1595: напад татар на Підгір'я і Покуття[16].
- За мінімальними оцінками, до Криму протягом XVI ст. було забрано 350 тис. українців[2].

## Перша половина XVII століття

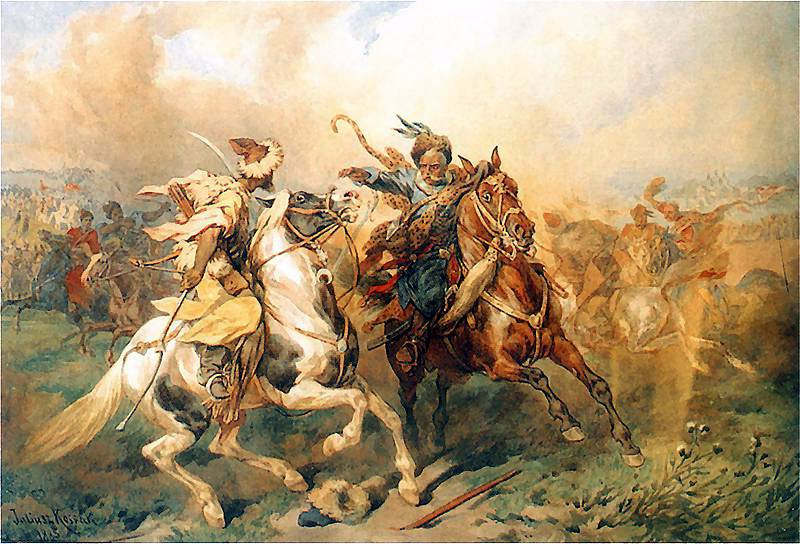
Бій з татарами.

- За мінімальними оцінками, до Криму у першій половині XVII ст. було забрано 300 тис. українців[2].
- 1605, осінь: напад татар на Поділля. Нападники вибрали ясир із Звягля, Полонного, Острополя, Межибожа і Шаргорода. Об'єднане шляхетсько-козацьке військо розбило татар в битві під Шаргородом і звільнило невільників[12].
- 1606: напад татар на Київщину. Нападників розбито під Білою Церквою[12].
- 1607, осінь: напад татар на Поділля і Київщину. Нападників завдали збитків у районі Вінниці, Гайсина і Шаргорода[12].
- 1608, осінь: напад татар на Поділля і Київщину. Нападники стояли кошем під Гайсином і вибрали ясир в районі Прилук, Немирова і Вінниці[29][12].
- 1609: напад козаків на Перекоп і Очаків. Нападники захопили перекопського мурзу, якого видали королю[12].
- 1611: напад татар на Поділля і Волинь. Нападники вибрали ясир в Острожку[30].
- 1615, осінь — 1616: напад татар на Поділля і Волинь. Нападники не зустріли опору через зайнятість Речі Посполитої війною із Москвою[12].
- 1616: напад татар[30].
- 1617, 2 лютого: напад кримців на Поділля під проводом калги Девлет Ґерая. Слідом за кримцями на Україну рушило османське 30-тисячне військо на чолі з пашею Алімазором і 12-тисячне військо трансільванців. Татари спалили Шульжинці, стояли там кошем, а їхні рейди сягнули Острога. Нападники вибрали ясир в районі Ляховець, Янполя, Заслава й Полонного, і повернулися додому[31][12].
- 1618, 14 травня: напад татар на Поділля і Галичину. У вересні мурза Арак випалив околиці Острополя й обложив місто. Проте міщани відкупилися, після чого татари разом із ними «пили і їли»[12].
- 1619, 14 травня: напад татар на Поділля і Галичину[12].
- 1620 — 1621: Хотинська війна.
- Геополітичне становище України та Криму і міжнародна політична ситуація пов'язали їх спільними інтересами. Кримське ханство неодноразово намагалося визволитися з-під Туреччини[2].
- 1624, 24 грудня: Крим уклав союзний договір з гетьманом Михайлом Дорошенком проти Османської імперії (Туреччини)[2].
- 1628, травень: гетьман Михайло Дорошенко, виконуючи умови договору про взаємодопомогу між Запорозьким Військом і Кримським ханством, очолив похід козаків на Крим на допомогу ханові Мехмеду ІІІ Ґераю та калзі Шагіну Ґераю, які вели боротьбу проти ставленика Туреччини Джанібека Ґерая. Під час боротьби з турецькими прихильниками в Кримському ханстві (мурза Кантемір) М. Дорошенко загинув під Бахчисараєм (1628); пізніше кримці, погодившись між собою, примусили козаків покинути Крим. Місце поховання М. Дорошенка невідоме; можливо — на одному з християнських (грецьких) цвинтарів м. Бахчисарая.[2][4].
- 1637: 20 тисяч татар присягнули королю Речі Посполитої і гетьману Конецьпольському, й були поселені за Дніпром між козаками[12].
- 1637–1637: козацькі гетьмани Павло Павлюк і Дмитро Гуня користалися з допомоги татар у боротьбі проти Речі Посполитої.[2][4].[32]

## За часів Гетьманщини
- 1648: гетьман Богдан Хмельницький перед повстанням 1648 уклав союз з Османською імперією і кримським ханом Іслям III Ґераєм; кримське військо відіграло важливу роль у перемогах козаків над Польщею, зокрема під Корсунем (1648) і Зборовом (1648) Однак, за думкою деяких дослідників, кримська допомога була непевна й дуже дорого коштувала Україні[2][4].
- 1658–1659: гетьман Іван  Виговський підтримував мирні відносини з Кримським ханством. Він відновив союз з кримцями. Кримські татари на чолі з кримським ханом Мехмедом IV допомогли йому під час козацько-московської війни вщент розбив московитів під Конотопом.[4].
- 1669: Корсунська угода (1669) між гетьманом Правобережної України Петром Дорошенком і Османською імперією. У другій половині XVII ст. турецька орієнтація гетьмана Петра Дорошенка зміцнювала союз Війська Запорозького з Кримським ханством, однак Запорожжя під проводом кошового Івана Сірка вело окрему політику, здебільшого ворожу Кримові.[4].
- 1672 (на початку вересня): українсько-турецько-кримські війська обложили Львів. 28(18) жовтня 1672 між Османською імперією і Річчю Посполитою у м. Бучач укладено Бучацький мирний договір 1672[33].
- 1680-ті — 1690-ті рр.:Україною ширилась доволі впливова кримська орієнтація, прихильниками якої були гетьмани Іван Самойлович, а також Іван Мазепа на початку гетьманування[2].
- Українсько-кримський договір 1692 р., укладений противником Мазепи, антигетьманом Петром Іваненком (Петриком), у своїй глибокій основі був політичною програмою та ідейною підготовкою виступу Мазепи проти Московії 1708 р[2].
- Азовські походи (1695—1696) рр. (походи московських військ і флоту та українських козацьких полків на Азов і пониззя Дніпра під час російсько-турецької війни 1686—1699 рр.), що увінчалися здобуттям фортеці Азов у гирлі р. Дон, та похід 1697—1698 рр. на Перекоп поставили під загрозу і значно послабили становище Кримського ханства[2].
- З 1711 року впродовж XVIII ст. українські козаки допомагали Росії у завоюванні Кримського ханства[2].

## За часiв Російської імперії
- В першій половині XVIII столiття для захисту Харкiвщини від набігів кримських татар козаками була побудована мережа укріплень вiдомих як Українська лінія першим з яких була Петрівська фортеця що вiдiграла значну роль у захистi Харкова та всього краю.
- Останній такий набіг відбувся у січні 1769 р. під час війни Російської імперії проти Османської імперії 1768-1774, який відбила Фортеця святої Єлисавети.